# Manuel Cedeño
Manuel Cedeño (Cardonal, estado Aragua, Venezuela, 6 de mayo de 1780 - Campo de Carabobo, Venezuela, 24 de junio de 1821)  fue un insigne prócer y oficial del ejército de Venezuela que alcanzó el cargo de General de división y quien logró una destacada participación en la Guerra de Independencia.

## Biografía
Fueron sus padres Manuel Antonio Cedeño y Juana Hernández. 

### Guerra de Independencia
Cedeño estuvo presente en todas las batallas que ocurrieron entre 1813 y 1817; así como en la resistencia republicana en Oriente. Días antes de las acciones de la Batalla de San Mateo,  Simón Bolívar había dispuesto dar un ‘golpe de mano’ contra los realistas, enviando un total de 20 soldados escogidos para que, al mando de Manuel Cedeño, se dirigieran a Villa de Cura en horas de la noche, penetrasen furtivamente en la casa donde el bravo asturiano José Tomás Boves se restablecía del lanzazo recibido en La Puerta el 3 de febrero y lo ajusticiasen. Mas, con los caballos agotados en el Pao de Zárate y ante el peligro cierto de ser descubiertos por las fuerzas bovecistas apostadas en todos los alrededores de la plaza villacurana, resolvieron devolverse al Cuartel General de San Mateo. Posteriormente tomó parte en los triunfos republicanos de San Diego de Cabrutica, Las Raíces, Quebrada Honda, El Tigre y Cuchivero (1816). 
El 17 de julio de 1817 entra con el General José Francisco Bermúdez en Angostura, evacuada por los realistas después de un largo y dramático sitio.
Por orden de Bolívar apresa al general Manuel Piar en Aragua de Maturín y lo remite a Angostura, donde será juzgado por un tribunal militar. 
En 1818 acompaña al Libertador Simón Bolívar en la Campaña del Centro y con el triunfa en Calabozo (12 de febrero); pero es derrotado en la Laguna de los Patos (20 de mayo).

### Muerte en la batalla de Carabobo
Con el grado de general, dirigió la II División del Ejército en la batalla de Carabobo (24 de junio de 1821) y fue uno de los artífices del triunfo. En esta batalla, donde fue derrotado el ejército español en Venezuela, Cedeño es ultimado de un balazo en la cabeza al empeñarse en rendir al batallón Primero de Valencey (último escuadrón español) cuando esta unidad se retiraba en cuadro hacia la plaza fuerte de Puerto Cabello.
Al informar el Libertador al Congreso de la Gran Colombia sobre el triunfo en Carabobo, se refirió al general Cedeño en los siguientes términos: « La República ha perdido en el general Cedeño un gran apoyo en paz o en guerra: ninguno más valiente que él, ninguno más obediente al gobierno. Yo recomiendo las cenizas de este general al Congreso Soberano para que se le tributen los honores de un triunfo solemne».
Por esta notable acción, Simón Bolívar, le confirió el nombre de "Cedeño" a uno de sus escuadrones de caballería de gran actuación y heroísmo en las Campañas del Sur.  Desde el 16 de diciembre de 1942 sus restos reposan en el Panteón Nacional.